# Xenobatrachus fuscigula
Xenobatrachus fuscigula és una espècie de granota que viu a Papua Nova Guinea.